# Répertoire théâtral
Même si le répertoire désigne communément un « inventaire, recueil où les matières sont rangées dans un ordre qui les rend faciles à trouver », c’est bien dans le théâtre qu’il prend tout son sens. Toujours avec une idée de trace, de mémoire, il désignait lors de ses premières utilisations l’ensemble des pièces restées en cours de représentation à un théâtre, mais aussi dans certains cas la liste des pièces qui devaient être jouées dans la semaine. Dans un deuxième temps, le répertoire va désigner toutes les pièces qui ont été jouées et qui seront susceptibles d’être reprises. C’est dans les registres d’assemblée pour les répertoires que sont conservées les traces de ces pièces.
La notion de répertoire est très liée à des établissements, comme la Comédie-Française, ou bien encore l’Opéra Garnier en danse. Au XIXe siècle, le terme évolue de nouveau, alors que l’on crée beaucoup de théâtres nationaux, et il tend à devenir une véritable instance de consécration : à la Comédie-Française justement, les auteurs acceptés au répertoire sont consacrés.
Toujours au XIXe siècle, on commence à parler de répertoire d’une manière plus universelle car des auteurs étrangers y apparaissent peu à peu. Puis, à la veille du XXe siècle, le terme se transforme pour s’employer au pluriel : des hommes de théâtre comme Lugné-Poe, Jean Vilar ou encore Jacques Copeau vont contribuer à fournir une vision neuve du répertoire théâtral. Il fait partie intégrante des révolutions théâtrales.
Le répertoire a beaucoup d’enjeux au théâtre, qui ne furent pas les mêmes suivant les époques. En tout cas, il est une entrée possible pour revisiter l’histoire du théâtre. Il a beaucoup été déterminé par d’autres notions, comme le système des emplois, ou la troupe. En effet, une politique de répertoire n’est pas envisageable sans troupe.
De nos jours, le répertoire existe encore mais sous une autre forme, avec d'autres enjeux, que nous connaissons sous le terme de « programmation ». Contradiction, différence, rapprochement ?

## Le répertoire de la Comédie-Française
La Comédie-Française est née le 21 octobre 1680, de la fusion de deux troupes : l’hôtel de Bourgogne et la troupe de Molière. Elle est parfois appelée la « maison de Molière », ce qui est une erreur car Molière est décédé 7 ans avant sa création.
Très vite, on commence à parler d’un répertoire de la Comédie-Française, composé essentiellement de contemporains, censés représenter l’excellence. D’un autre côté, le théâtre de la foire et les troupes italiennes prônent un répertoire « anti » Comédie-Française.
Le 18 avril 1689, la Comédie rouvre ses portes au 14 rue de l’ancienne Comédie, avec un répertoire de comédiens-auteurs (exemple : Champmeslé, Regnard, Crébillon, etc.).
En 1716, sous la régence du duc d’Orléans, le monopole des comédiens français se renforce, et leur répertoire se renouvelle (premières tragédies de Voltaire, des comédies de Marivaux, etc.).
En 1784 arrive au répertoire de la Comédie-Française Le Mariage de Figaro de Beaumarchais, pièce sulfureuse sur les privilèges d’une certaine classe sociale. C’est la première fois qu’une pièce aussi subversive est programmée, après un terrible combat contre la censure tout de même. C’est une véritable attaque du pouvoir en place : elle annonce la Révolution française.
Le 25 février 1830, Hernani de Victor Hugo entre au répertoire de la Comédie-Française après un long débat, et grâce à l’acharnement de son auteur. Pourtant, Victor Hugo triomphait déjà sur beaucoup d’autres scènes (au Théâtre de la Porte-Saint-Martin par exemple). Ceci nous montre à quel point le répertoire de la Comédie-Française est une véritable instance de consécration, étant donné que seules les pièces qui ont été approuvées par le Comité de lecture peuvent être jouées dans la Salle Richelieu.
De 1859 à 1871, le répertoire de la Comédie-Française, qui avait tendance à prendre la poussière, accueille des auteurs plus connus, comme Edmond Rostand ou encore des écrivains célèbres négligés à leur époque tel Honoré de Balzac : Vautrin (adaptation d'Émile Guiraud, 1922) et, de manière très régulière, Le Faiseur ou Mercadet le faiseur (1868, 1890, 1899, 1910, 1918, 1993).
Nombre de représentations par auteur, de la création de la Comédie-Française au 1er mai 2010
En juillet 2008, la Comédie-Française avait cumulé 33 246 représentations. Le palmarès des pièces jouées justifie le surnom de Maison de Molière donné à la troupe. Il faut aller à la sixième position pour trouver un autre auteur:
- Tartuffe de Molière 3 161 représentations
- L'Avare de Molière 2 538 représentations
- Le Misanthrope de Molière 2 238 représentations
- Le Malade imaginaire de Molière 2 193 représentations
- Les Femmes savantes de Molière 2 096 représentations
- Le Cid de Corneille 1 740 représentations
- L'École des femmes de Molière 1 648 représentations
- L'École des maris de Molière 1 641 représentations

Durant la première moitié du XXe siècle, on va voir arriver une nouvelle vision de la notion de mise en scène. Auparavant, celle-ci désignait plutôt un travail de régisseur. Cette consécration du metteur en scène-auteur est marquée à la Comédie-Française par l’invitation de plus en plus courante de gens comme Jacques Copeau, ou bien Louis Jouvet, pour apporter un regard neuf sur une série de textes issus de la collection. Aujourd’hui, c’est une formule qui fonctionne encore, avec des metteurs en scène confirmés et internationaux.

## La recherche de nouveaux répertoires

### André Antoine
Antoine prend vraiment au sérieux la question du répertoire. D’ailleurs, en 1880, il sera très critique vis-à-vis de la composition et de l’exécution du répertoire de la Comédie-Française. Selon lui, il n’accueille pas assez d’auteurs ayant été reconnus par d’autres scènes.
Dans son Théâtre Antoine, il propose des excursions littéraires sans musique : il entend critiquer par là une comédie de boulevard ronflante.
En 1905, il fait jouer Le Roi Lear traduit, et pas adapté comme on avait l’habitude de le faire à l’époque, dans une optique de conservation de l’origine de la pièce. Il organise aussi des cycles de représentation d’œuvres apparentées (exemple : plusieurs pièces ayant pour thème l’avarice).

### Jacques Copeau
Jacques Copeau, fondateur du théâtre du Vieux Colombier (1913), refuse d’opposer le répertoire à la création : il s’intéresse à la fois à des auteurs anciens, nouveaux, français, étrangers... « Reprendre parmi les meilleures pièces de ces 30 dernières années, celles qui marquent une étape dans l’évolution dramatique ».
Dans son théâtre, il programme au moins trois pièces par semaine, et y privilégie l’alternance, pour deux raisons :
- elle permet au public de voir les pièces qu’ils n’ont pas pu voir à un moment donné
- elle permet également de tenir sans relâche les comédiens en haleine.

Pour lui, la création réside dans le fait que son théâtre est un théâtre de laboratoire.

### Jean Vilar
Jean Vilar rêvait d’un répertoire populaire équilibré, où les classiques alterneraient avec les contemporains (ce qui peut paraître une banalité de nos jours). Il est alors parti à la recherche des pièces qui n’étaient plus jouées, reléguées à la bibliothèque.
Jean Vilar a exercé une véritable politique de répertoire, car l’édition des textes joués (qui n’étaient plus trouvables) a directement mené à une matérialisation du répertoire.

## Le répertoire de nos jours
La politique de répertoire a commencé à disparaître progressivement à partir des années 1960-1970, à cause de la montée de l’individualisation des projets de la part des metteurs en scène, mais aussi et surtout à cause de l’abandon des troupes permanentes.
Aujourd’hui, on parle plus facilement de programmation pour parler de répertoire, bien que cette notion diffère un peu.